# Ciclo de vida de desenvolvimento de sistemas

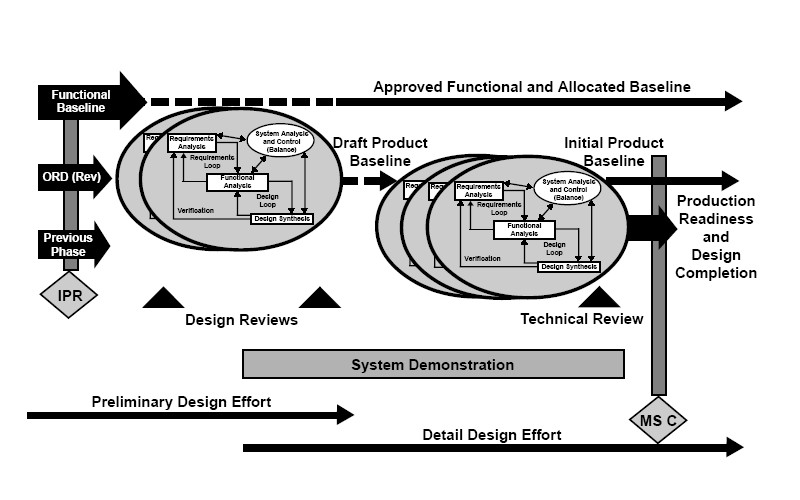
Estágio de Desenvolvimento de Sistemas

O ciclo de vida de desenvolvimento de sistemas (CVDS), do inglês systems development life cycle (SDLC), em engenharia de sistemas, sistemas de informação e engenharia de software, é um processo de criação ou alteração de sistemas de informação, e os modelos e metodologias que as pessoas utilizam para desenvolver esses sistemas. Em engenharia da computação, o conceito de SDLC sustenta muitos tipos de metodologias de desenvolvimento de software. Estas metodologias formam a estrutura (framework) para o planejamento e controle da criação de um sistema de informação: o processo de desenvolvimento de software.

## Visão geral
O Ciclo de Vida de Desenvolvimento de Sistemas (CVDS) é um processo utilizado por um analista de sistemas para desenvolver um sistema de informação. Ele visa produzir um sistema de alta qualidade que atenda ou exceda as expectativas do cliente, alcance a conclusão dentro do tempo e custos estimados, funcione de forma eficaz e eficiente na infra-estrutura de tecnologia da informação atual e planejada e tenha um baixo custo de manutenção.
Os sistemas de computadores são complexos e geralmente (especialmente com a recente ascensão da arquitetura orientada a serviços) ligam vários sistemas tradicionais potencialmente fornecidos por diferentes fornecedores de software. Para gerenciar esse nível de complexidade, uma série de modelos ou metodologias de CVDS foram criadas, como o "modelo em cascata", "espiral", "desenvolvimento ágil de software", "prototipagem rápida", "incremental" e o modelo "sincronizar e estabilizar".
O Ciclo de Vida de Desenvolvimento de Sistemas pode ser descrito ao longo do espectro desde o ágil ao iterativo e sequencial. Metodologias ágeis, como XP e Scrum, focam em processos leves que permitem mudanças rápidas ao longo do ciclo de desenvolvimento. Metodologias iterativas, como o Rational Unified Process e o método de desenvolvimento de sistemas dinâmicos, focam no escopo de projeto limitado e na ampliação ou melhoria de produtos através de várias iterações. Modelos sequenciais ou big-design-up-front (BDUF), como o modelo em cascata, focam em planejamento completo e correto para conduzir grandes projetos e nos riscos para resultados bem sucedidos e previsíveis. Outros modelos, como o desenvolvimento Anamórfico, tendem a se concentrar em uma forma de desenvolvimento que é conduzido pelo escopo do projeto e iterações adaptativas do desenvolvimento de recursos.
Em gerenciamento de projetos, um projeto pode ser definido tanto com um ciclo de vida do projeto (CVP) e um CVDS, durante o qual ocorrem ligeiramente diferentes atividades. De acordo com Taylor (2004), "o ciclo de vida do projeto abrange todas as atividades do projeto, enquanto que o ciclo de vida de desenvolvimento de sistemas centra-se na realização dos requisitos do produto".
O CVDS (ciclo de vida de desenvolvimento de sistemas) é usado durante o desenvolvimento de um projeto de TI e descreve as diferentes etapas envolvidas no projeto, do desenho até a conclusão.